# Santa Maria de Tornafort
Santa Coloma de Tornafort és una ermita del poble de Tornafort, pertanyent al terme municipal de Soriguera, a la comarca del Pallars Sobirà. Era també als límit antics de Soriguera. És uns 550 metres a ponent del poble de Tornafort, en el vessant nord-est de lo Tossal.